# VII Klucz Kominowy (Gr)
VII Klucz Kominowy (Gr) – polska jednostka lotnicza utworzona we Francji w maju 1940 w jako pododdział Polskich Sił Powietrznych.

## Formowanie i walki
22 maja 1940 dowództwo francuskich sił powietrznych wydało dyrektywę nakazującą sformowanie w bazie lotniczej w Lyon pięciu polskich patroli myśliwskich, których zadaniem miała być ochrona ważnych obiektów na zapleczu frontu. W praktyce udało się sformować jedynie dwa takie zespoły. Rozkaz ich sformowania otrzymał kpt. Walerian Jasionowski, który wybrał ośmiu oficerów, pięciu podchorążych i jednego podoficera oraz 34-osobowy zespół personelu naziemnego. VII klucz kominowy pod dowództwem por. Bohdana Grzeszczaka miał zostać skierowany do obrony obiektów przemysłowych w Clermont-Aulnat. Klucz opuścił Lyon 25 maja, trzy dni później rozpoczął szkolenie, a już 30 maja wykonywał swoje pierwsze zadanie bojowe. 7 czerwca część pilotów i obsługi naziemnej grupy kpt. Jasionowskiego została skierowana do Tuluzy, gdzie miała wzmocnić VI klucz kominowy por. Sałkiewicza. W zaistniałej sytuacji podjęto decyzję o utworzeniu z pozostałych pilotów i obsługi naziemnej już tylko jednej eskadry i skierowania jej do Clermont-Aulnat w celu zapewnienia obrony fabryki samolotów „Morane-Saulnier”. To nowe zadanie eskadra wykonywała od 8 do 18 czerwca. Następnego dnia grupa Jasionowskiego otrzymała rozkaz przeniesienia się do Rodez. Stąd Polacy poprzez port w Bayonne ewakuowali się do Wielkiej Brytanii. 

## Żołnierze klucza
Piloci
- por. Bohdan Grzeszczak - dowódca
- ppor. Wiesław Czapliński
- ppor. Stanisław Łukaszewicz
- ppor. Stanisław Wandzilak
- pchor. Jerzy Cechrzycki
- pchor. Bogdan Muth
- kpr. Jan Lipiński